# Petrik Iván
Petrik Iván (Balassagyarmat, 1971 –) író, költő.

## Élete
Az Eötvös Loránd Tudományegyetem történelem szakán szerezte meg diplomáját.
Gannán él.[forrás?] A Veszprém Megyei Levéltár pápai fióklevéltárának munkatársa volt.
Kedvenc szerzői: Jack Kerouac, James Joyce, Sallinger és Julio Cortázar.

## Kötetei
- Ki ölte meg Jean Cassinit? Liget Műhely, Budapest, 2011. ISBN 9789639363762
- Végre fázom. Napkút Kiadó, Budapest, 2018. ISBN 9789632637808
- Nővérsérülések elkerülésére szolgáló oktatólakosztály. Napkút Kiadó, Budapest, 2021.

„Nem tudom, Petrik Iván mennyire okos, de akkora fantáziája van, hogy nyugodt szívvel lehetne buta, úgyis nagyszerű novellákat írna. [...] Petriknek különös érzéke van az érdeklődés felkeltéséhez és fenntartásához, miközben mégsem hízeleg az olvasóknak olcsó lektűrgesztusokkal.”

– Kőrizs Imre